# Рикидодзан
Мицухиро Момота (яп. 百田 光浩, при рождении Ким Шин Рак (кор. 김신락); 14 ноября 1924, Hongwon County, Японская империя — 15 декабря 1963, Акасака), более известный как Рѝкидодза́н (яп. 力道山) — корейско-японский рестлер и борец сумо. Он известен как «Отец пурорэсу» и один из самых влиятельных людей в истории реслинга. Первоначально он переехал из родной Кореи в Японию, чтобы стать борцом сумо. Ему приписывают заслугу привнесения рестлинга в Японию. В то время, когда японцам нужен был местный герой для подражания, они прославили Рикидодзана как национального героя. В 2017 году он был введен в Зал славы WWE, став первым корейцем и третьей звездой пурорэсу после Антонио Иноки и Тацуми Фудзинами. Он был убит в уличной драке с членом якудзы в 1963 году.

## Карьера в рестлинге
В июле 1951 года токийский клуб Torii Oasis Shriners Club объявил о своем намерении спонсировать благотворительную акцию для детей-инвалидов, для чего они организуют тур рестлинга. Промоутером этих мероприятий будет бизнесмен из Гонолулу Мо Липтон. Примерно в это время Рикидозан, по слухам, выразил интерес к тому, чтобы стать рестлером. В сентябре рестлинг-промоутер Эл Карасик из базирующейся в Гонолулу компании Mid-Pacific Promotions объявил, что он вместе с Джо Мальцевичем из NWA San Francisco заключил сделку с Липтоном. Карасик и Малчевиц отправили шесть рестлеров в двенадцатидневное турне, которое проходило с 30 сентября по 11 декабря. Среди этих рестлеров были Гарольд Саката и букер Mid-Pacific Бобби Брунс. Когда Брунс был в Японии перед началом тура, он пригласил Рикидозана, а также дзюдоистов Кокити Эндо и Ясуюки Сакабе принять участие в этих шоу. После месяца тренировок 28 октября 1951 года Рикидозан дебютировал в рестлинге в Ryogoku Memorial Hall, сразившись вничью с Брунсом. Он продолжал работать до конца тура, хотя позже он скажет, что делал это с большим трудом, так как ему не хватало выносливости, необходимой рестлеру.
Рикидодзан покинул Японию в феврале 1952 года, чтобы поработать в Америке для дальнейшего обучения и приобретения опыта. Это началось с пятимесячного пребывания в Mid-Pacific Promotions, где его тренировал Оки Шикина.
Он зарекомендовал себя как крупнейшая звезда японского рестлинга, побеждая одного американского рестлера за другим. Это было вскоре после Второй мировой войны, и японцам нужен был кто-то, кто мог бы противостоять американцам. Таким образом, Рикидодзан приобрел огромную популярность в Японии. Его американские противники помогали ему, изображая из себя злодеев, которые жульничали в своих матчах. Сам Рикидодзан в начале своей карьеры в Америке выступал как злодей, но впоследствии стал одним из первых японских борцов, которому в Америке после Второй мировой войны аплодировали как положительному персонажу.

### Международный чемпион NWA в тяжёлом весе (1958—1963)
Рикидодзан получил всемирную известность, когда 27 августа 1958 года в Японии он победил Лу Тесза в борьбе за титул международного чемпиона NWA в тяжёлом весе. В дальнейшем он завоевал несколько титулов NWA в матчах как в Японии, так и за рубежом. Рикидозан также обучал студентов рестлингу, среди которых были будущие легенды рестлинга Антонио Иноки, Ооки Кинтаро и Гигант Баба.
Его фирменным приемом был удар карате, который на самом деле был основан на харитэ из сумо, а не на реальном карате. Рикидозан, вероятно, придумал этот прием, находясь в компании каратеки корейского происхождения Хидео Накамуры, который был одним из самых близких друзей Рикидозана. Ходили слухи, что его тренировал кореец Масутацу Ояма.
В 1953 году он основал Japan Pro Wrestling Alliance (JWA), первый в Японии рестлинг-промоушен. Его первая крупная вражда была против Масахико Кимуры, известного дзюдоиста, которого Рикидодзан пригласил участвовать в соревнованиях в качестве рестлера. Среди других известных противостояний были вражда с Тесзом в 1957-58 годах, с Фредди Блэсси в 1962 году и с Разрушителем в 1963 году. В книге журналиста Джона М. Молинаро «100 лучших рестлеров всех времен», изданной в 2002 году, отмечается, что два матча Рикидодзана вошли в десятку лучших телевизионных программ всех времен в Японии.

## Личная жизнь

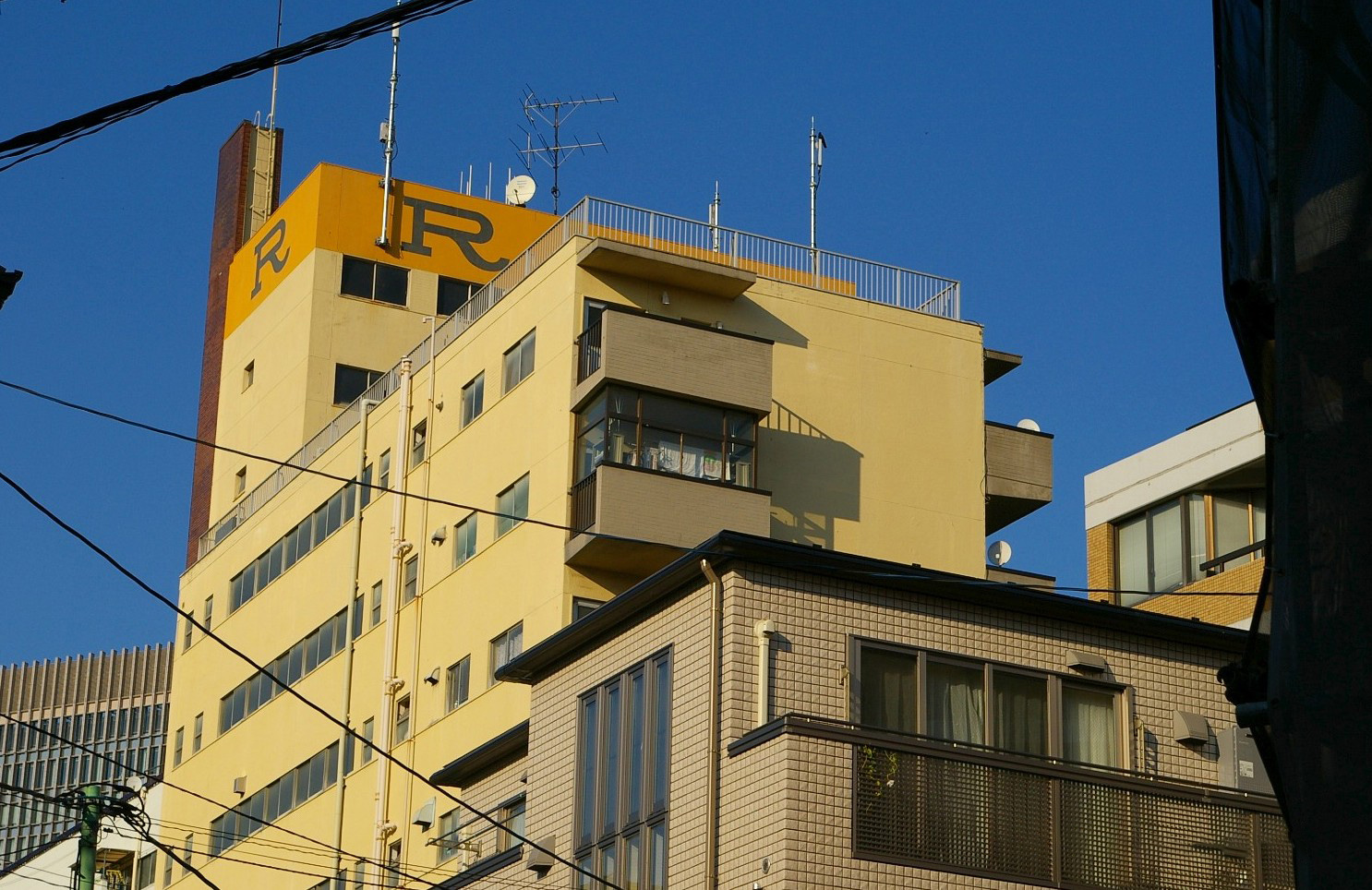
«Особняк Рики" в 2007 году

Добившись успеха в рестлинге, Рикидодзан начал приобретать собственность, такую как ночные клубы, отели, кондоминиумы и боксерские промоушены. Роскошные апартаменты Рикидодзана, известные как «Особняк Рики», расположены в Акасака, Токио, и узнаваемы по большой букве «R», напечатанной на боковой стороне здания. Рикидодзан также владел 9-этажным «Дворцом спорта Рики» в Сибуя, Токио, который включал в себя кегельбан, бильярдную, бар, известный как «Клуб Рики», и ресторан, известный как «Ресторан Рики». Незадолго до своей смерти Рикидозан приобрел землю на заливе Сагами и начал работы по созданию масштабного поля для гольфа под названием Lakeside Country Club, которое должно было включать такие объекты, как тир, крытый каток, гостиницу и многое другое. Однако из-за его смерти проект так и остался незавершенным и в конце концов был продан и превратился в отель Sagami Lake Resort.
Известно, что у Рикидодзана было много подруг на протяжении всей его жизни, и он часто встречался со многими женщинами одновременно. Незадолго до смерти он женился на своей жене Кейко Танака. Статья 1984 года в еженедельнике Playboy привлекла большое внимание после того, как выяснилось, что Рикидодзан на самом деле был родом из Кореи, был женат и имел детей до встречи с Танакой, что считается запретным в Японии.
После матчей он часто сразу же отправлялся в «Дворец спорта Рики» и начинал выпивать, не убрав ни одной раны. Известно, что он шутил с персоналом бара и говорил: «Работа сегодня была ужасной», при этом он был весь в крови или с большим шрамом на лице.
Рикидодзан проводил свободное время на охоте и, как говорят, на момент своей смерти владел несколькими охотничьими ружьями. В его автобиографии также утверждалось, что Рикидодзан заставлял свою жену носить с собой оружие, куда бы она ни пошла. Он также играл в сёги с профессиональным игроком Кусама Мацудзи.
После смерти Рикидодзана актер Икуро Оцудзи жил в «Особняке Рики» в последние годы своей жизни.
После Рикидодзана смерти его сын, Мицуо Момота, сказал, что хотя отец владел большим количеством имущества и недвижимости, у него также было много долгов, и налог на наследство его имущества составил до 20 000 000 иен (180 000 долларов США) из-за того, что Рикидодзан задолжал миллионы иен по неуплаченным налогам.
Благодаря славе, которую он приобрел благодаря своей карьере рестлера, Рикидодзан был большой знаменитостью в Японии и часто обсуждался в таблоидах и журналах. Несмотря на свой образ национального героя, он имел репутацию дебошира, особенно в последние годы своей карьеры. Из-за ухудшения физического здоровья Рикидодзан в начале 1960-х годов начал злоупотреблять болеутоляющими средствами и принимал стимуляторы до и после своих матчей.
Когда Рикидодзан был в хорошем настроении, он оставлял персоналу бара чаевые в размере до 10 000 иен, но когда он был в плохом настроении, драки и насилие в баре были почти ежедневным событием. Репутация Рикидодзана как сильно пьющего человека также вызывала подозрения в отношении реальности реслинга, поскольку он дрался с противниками, а затем был замечен выпивающим и общающимся с ними всего несколько часов спустя. Однажды Рикидодзан был в баре с Роберто Барбоном, кубинским бейсболистом из команды «Ханкю Брэйвз», который был выпивши и начал оскорблять Рикидодзана, называя рестлинг ненастоящим. Рикидодзан стал агрессивным, угрожая насилием и требуя извинений, на что Барбон согласился.

## Смерть

Могила Рикидодзана в храме Хонмондзи

8 декабря 1963 года Рикидодзан получил один удар ножом от Кацуси Мурата, члена якудза, после ссоры в ночном клубе. Рикидодзан утверждал, что Мурата наступил ему на ботинок, и потребовал извинений. Мурата отказался, и они начали спорить, что привело к тому, что Рикидодзан ударил Мурату по лицу, отбросив его к стене. Затем Рикидозан набросился на Мурату и продолжал бить его на земле, пока Мурата не ударил Рикидозана ножом в живот. Оба сразу же скрылись с места происшествия, а Рикидодзан был доставлен в больницу, где врач признал рану несерьезной, но посоветовал Рикидодзану сделать операцию. Операция прошла успешно, и он вернулся домой, но вопреки предписаниям врача в тот же день начал есть и пить, отправив своего помощника в магазин за суши и сакэ. Из-за большого количества выпитого Рикидодзан ухудшил свое состояние, и через неделю ему потребовалась вторая операция, но у него развился перитонит, и он умер примерно в 21:50 15 декабря 1963 года. Ему было 39 лет.
Похороны Рикидодзана состоялись 20 декабря 1963 года в храме Икегами Хонмондзи в Токио. Среди присутствующих были ученики Рикидодзана: Антонио Иноки, Гигант Баба и Кинтаро Оки, а также различные противники, с которыми он встречался на протяжении всей его карьеры.
Кацуси Мурата был признан виновным в непредумышленном убийстве в октябре 1964 года и отсидел восемь лет в тюрьме, после чего был освобожден в 1972 году. Мурата посещал могилу Рикидодзана каждый год 15 декабря после своего освобождения. Он также ежегодно звонил сыновьям Рикидодзана и приносил извинения. После освобождения Мурата стал высокопоставленным членом якудза. Мурата умер 9 апреля 2013 года от естественных причин.

## Наследие
Рикидодзан посмертно стал одним из первых членов Зала славы Wrestling Observer Newsletter в 1996 году и был посмертно введен в Зал славы и музей рестлинга в 2006 году, а также в категорию «Наследие» Зала славы WWE в 2017 году. В 2002 году Рикидодзан был назван 3-м величайшим рестлером всех времен после Рика Флэра и Лу Тесза в статье «100 рестлеров всех времен», написанной Джоном Молинаро под редакцией Дэйва Мельтцера и Джеффа Марека.
В 2004 году на экраны вышел южнокорейско-японский фильм «Рикидодзан» (реж. Сон Хэ Сун). Фильм основан на жизни и карьере Рикидозана, главную роль исполнил Сол Кён-гу.